# Basil Spence
Basil Urwin Spence (Bombai (Índia), 13 d'agost de 1907 - Yaxley (Anglaterra), 19 de novembre de 1976) va ser un arquitecte britànic. És conegut per haver dissenyat la Catedral de Coventry a Anglaterra i el Beehive a Nova Zelanda.

## Biografia

### Educació
Spence va néixer a Bombai (Índia), sent el fill d'Urwin Archibald Spence, un quilatador que treballava amb la Royal Mint. Va ser educat a la John Connon School, la qual era administrada per la Bombai Scottish Education Society. Posteriorment, va ser enviat a Escòcia a estudiar a la George Watson's College entre 1919 i 1925. Després es va matricular a l'Edinburgh College of Art, on va estudiar arquitectura. Spence va obtenir nombrosos reconeixements i també va realitzar diverses plantes per a arquitectes com Leslie Grahame-Thomson i Reginald Fairlie.
Entre 1929 i 1930 va ser assistent al costat de William Kininmonth a l'oficina londinenca d'Edwin Lutyens el treball va influenciar profundament l'estil de Spence. Com a part d'aquesta posició, Spence va treballar en els dissenys del Rashtrapati Bhavan a Nova Delhi. Mentre era a Londres, va prendre classes nocturnes a la Bartlett School of Architecture sota la tutela d'Albert Richardson. El 1930, va tornar a l'Edinburgh College of Art per al seu últim any d'estudis. Allí va ser nomenat professor "júnior" tot i que encara era un estudiant. Spence va continuar ensenyant en el College fins a 1939.

### Inicis com a arquitecte

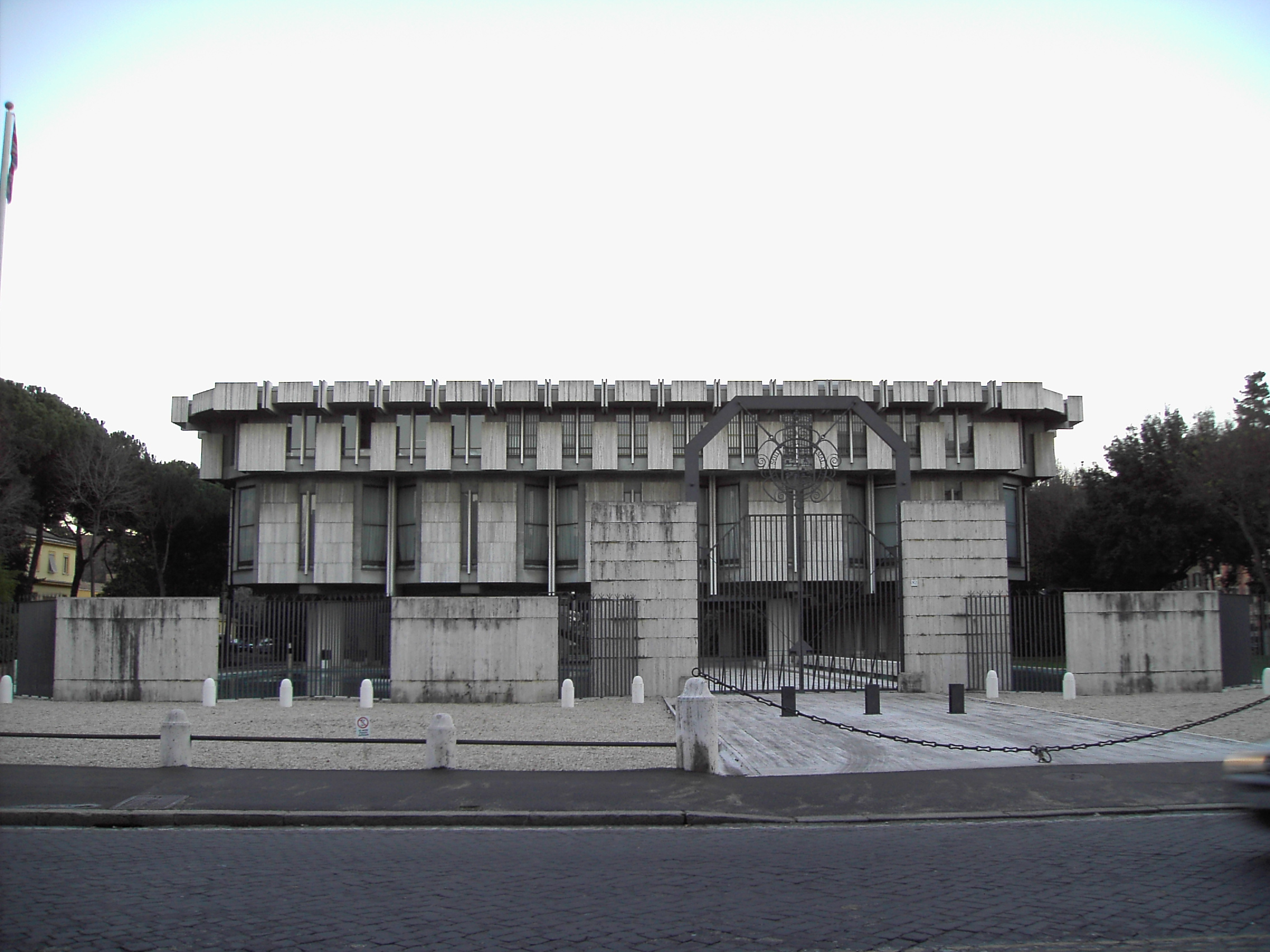
Ambaixada Britànica a Roma.

Després de graduar-se el 1931, Kininmonth i Spence van establir junts una pràctica en Rutland Square (Edimburg). La pràctica va ser fundada gràcies a dues comissions residencials que Kininmonth havia rebut aquest any. El 1933, Spence va dissenyar el Southside Garage a Causewayside (Edimburg) usant un estil Art decó.
El 1934, Spence es va casar i la pràctica Kininmonth & Spence es va fusionar amb la firma Rowand Anderson & Paul. No obstant això, Arthur Balfour Paul va morir el 1938, deixant a Kininmonth i Spence a càrrec de l'anomenada empresa Rowand Anderson & Paul & Partners. A partir de llavors el treball de Spence va començar a enforcar-se en disseny d'exhibicions, incloent tres pavellons per a l'Empire Exhibition, Scotland 1938 així com diverses cases campestres. Les primeres dues cases campestres que va dissenyar, Broughton Place a prop de Biggar i Quothquhan en Lanarkshire, van ser construïdes en un estil escocès tradicional a petició dels clients. La tercera, Gribloch, però, va ser dissenyada en un estil completament modern. Aquesta casa campestre va ser dissenyada en un estil Regència per a John Colville.

### Servei militar
El 1939, Spence va ser reclutat com a tinent segon en la Camouflage Training and Development Unit de l'Exèrcit Britànic. Encara que inicialment va estar estacionat a Farnham (Surrey), Spence va participar en el desembarcament de Normandia el 1944. El setembre de 1945, va ser donat de baixa de l'exèrcit, després d'haver aconseguit el rang de major.

### Període de postguerra
Spence va tornar a treballar breument en Rowand Anderson & Paul & Partners, abans de fundar la seva pròpia firma, Basil Spence & Partners, al costat de Bruce Robertson. El 1948, va ser nomenat Oficial de l'Ordre de l'Imperi Britànic per la seva feina d'exhibició, el qual va continuar amb el Sea and Ships Pavilion per al Festival of Britain de 1951. El 1951, va obrir una oficina a Londres i va traslladar la seva pràctica allà permanentment el 1953. El 1956, va obrir una altra oficina per a la firma a Canonbury. Entre 1958 i 1960, va ser el president del Royal Institute of British Architects .

#### Catedral de Coventry

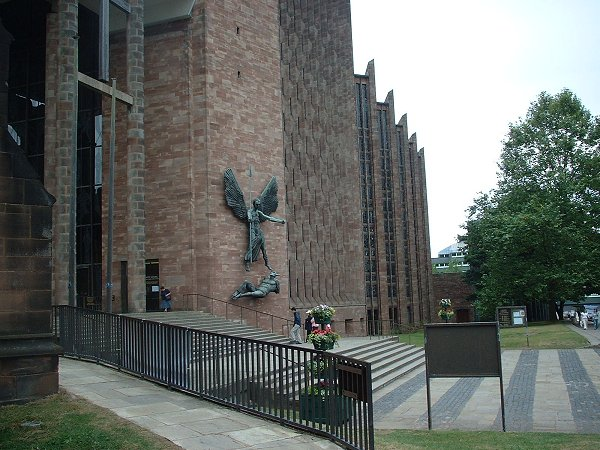
Catedral de Coventry, completada el 1962.

Durant la Segona Guerra Mundial, la Catedral de Coventry va ser destruïda durant un bombardeig enemic. En 1944, Giles Gilbert Scott va crear una proposta per reconstruir la catedral, però el projecte va ser rebutjat per la Royal Fine Art Commission. El 1950, es va realitzar una competència per triar el disseny més adequat per a la catedral. La proposta de Spence va ser triada com la guanyadora entre 200 altres dissenys. La construcció va començar el 1956 i no va ser acabada fins a 1962.

### Treballs posteriors

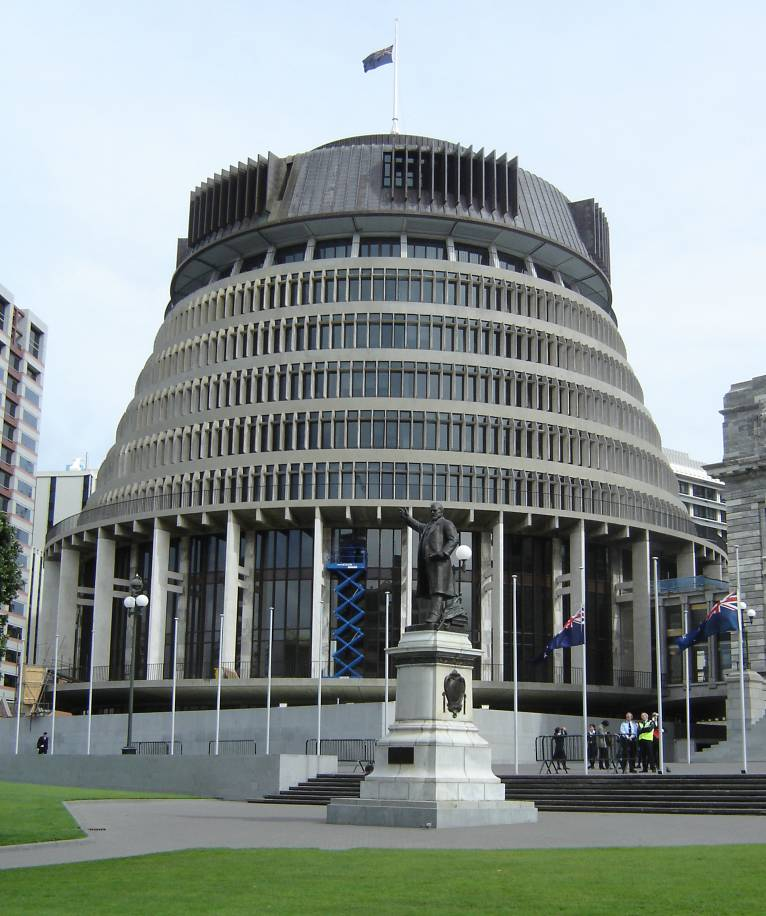
La " Beehive, l'ala executiva de l'Edifici del Parlament de Nova Zelanda.

El 1959, Spence va rebre dues comissions importants: el disseny de l'Ambaixada Britànica a Roma (completada el 1971) i de les Hyde Park Barracks a Londres (completades el 1970). També va dissenyar l'edifici residencial Hutchesontown C a Glasgow. No obstant això, una pobra execució dels dissenys i diversos problemes socials van portar a la demolició de l'edifici el 1993. Altres dels seus treballs durant els anys 1960 van anar a l'executiva de l'Edifici del Parlament de Nova Zelanda, anomenada la "Beehive", la Biblioteca de la Universitat d'Edimburg i l'Abbotsinch Airport (actualment Aeroport Internacional de Glasgow). Spence també va dissenyar la planta nuclear de Trawsfynydd a Gal·les, inaugurada el 1964.
Entre 1961 i 1968, Spence va ser professor d'arquitectura a la Royal Academy. Durant els anys 1970, va seguir realitzant obres públiques i privades. El seu últim treball va ser el disseny d'un centre cultura a Bahrain que no es va construir. Spence va morir el novembre de 1976 en la seva llar a Yaxley (Suffolk) i va ser enterrat en Thornham Magna.

## Obres destacades
- Sydney Jones Library (Universitat de Liverpool, 1976)
- 102 Petty France (Londres, 1976)
- Ambaixada Britànica (Roma, 1971)
- Hyde Park Barracks (Londres, 1970)
- Civic Centre (Sunderland, 1970)
- Abbotsinch Airport (actualment Aeroport Internacional de Glasgow, 1966)
- Planta Nuclear de Trawsfynydd (1965)
- Beehive (Wellington, 1964)
- Nuffield Theatre (University of Southampton, 1964)
- Hutchesontown C (Gorbals, 1962)
- Catedral de Coventry (1962)
- Swiss Cottage Central Library (Londres, 1962)
- Spence House (Beaulieu, 1961)
- Campus de la Universitat de Sussex (anys 1960)
- Erasmus Building (Queens' College, 1959)
- Chadwick Physics Laboratory (Universitat de Liverpool, 1957)
- Thurso High School (Thurso, 1957)
- Kilsyth Academy (Kilsyth, construïda el 1954, dissenyada en 1930)
- Duncanrig High School (East Kilbride, 1953)
- Sigui and Ships Pavilions (Festival of Britain, 1951)
- Gribloch (Stirling, 1938)
- Broughton Place (Broughton, 1938)